# Роза распятия
«Роза распятия» (в некоторых переводах «Благостное распятие», англ. «The Rosy Crucifixion») — автобиографическая трилогия Генри Миллера, изданная в 1949—1960 годах в Париже. Состоит из романов «Сексус», «Плексус» и «Нексус». Трилогия описывает Нью-Йоркский период жизни писателя вплоть до первого отъезда в Париж, его знакомство со второй его женой Джун Эдит Смит (в романах фигурирует как Мона), первые робкие попытки на писательском поприще, а также пространные размышления о писателях и мыслителях, оказавших влияние на его творческую деятельность.

## «Сексус»
Первая часть трилогии описывает встречу Миллера с Джун Эдит Смит (в романе она названа Марой, позже Моной), начало их романа и совместной жизни, развод с первой женой Беатрис (в романе фигурирует как Мод), рефлексии в прошлое писателя, портреты его друзей и любовниц, а также первые размышления о начале писательской деятельности. Роман заканчивается сном, в котором Миллер делает первые упоминания о романе его жены Моны с Анастасией (прообразом которой выступила Джин Кронски). Этой теме будет посвящена третья книга из трилогии — «Нексус».

## «Плексус»
Второй роман из трилогии. В книге Генри Миллер от своего лица рассказывает о первых годах совместной жизни с Моной, о путешествиях по Америке, о том, как, оставив работу в телеграфной компании, он занялся первыми робкими попытками начать писать, знакомит читателя со своими многочисленными друзьями (Ульрик, О’Мара, Макгрегор и другие). Начало карьеры писателя является центральной темой романа, Миллер пускается в пространные размышления об искусстве, творчестве, путём анализа произведений выдающихся мыслителей человечества, ведет монологи о Федоре Достоевском, Эли Форе, Освальде Шпенглере и других.

## «Нексус»
Завершающая книга трилогии. В ней идет речь о семейных неурядицах в жизни Миллера, о новой любви Моны — Анастасии (образ Джин Кронски), о дальнейших творческих усилиях на поприще писателя. Конец романа посвящён отъезду Миллера в Париж и прощанию с Соединёнными Штатами Америки.